# Año civil
El término año civil (también año calendario, en ocasiones) es un transcurso de tiempo de 365 días 5 horas y 48 minutos que rige la vida civil, social y religiosa de la mayoría de los países. En algunos casos, año civil se opone al año trópico.